# Turnera diffusa
La damiana (Turnera diffusa Willd. ex Schult.) è un piccolo arbusto appartenente alla famiglia delle Passifloracee, proveniente dal Messico, Texas, Caraibi e Sudamerica.

## Usi
Utilizzata dagli indigeni fin dall'antichità, le vengono attribuite proprietà afrodisiache e psicostimolanti.
Il principio attivo della damiana, la damianina, non è stato ancora identificato con precisione ed agirebbe verosimilmente con un meccanismo d'azione parasimpaticolitico, avendo effetti rilassanti sul sistema nervoso centrale. In realtà, ricercando fra le varie fonti, emerge che si tratta di un rimedio naturale piuttosto efficace, anche contro i deficit erettivi e capace di incrementare la massa spermatica. È da tempo approvato dalla farmacopea statunitense, mentre quella tedesca ne dà una valutazione critica.
Sul mercato viene venduta in foglie o, più comunemente, sotto forma di capsule e compresse. La damiana in foglie può essere assunta come infuso oppure fumata. Se assunta in modo considerevole può indurre lievi effetti psicotropi.